# Luis Morris
Luis Morris Bermúdez (Valencia, 2 de octubre de 1929-Madrid, 16 de septiembre de 1974) fue un actor español.

## Biografía
Era hijo de un escritor inglés, que murió cuando él era todavía un niño. Se trasladó entonces, con su madre y su hermano, a vivir a Játiva. Posteriormente, inició estudios de Derecho en la Universidad de Valencia, donde tomó por primera vez contacto con el mundo de la interpretación a través del Teatro Español Universitario.
Abandonó sus estudios y se trasladó a Madrid donde consiguió trabajo, primero en la radio (Radio Madrid), y ya desde 1953 sobre los escenarios con la compañía de Mario Antolín y posteriormente en la de Adolfo Marsillach.
Debutó en el cine en 1958 de la mano de José María Forqué con la película Un hecho violento. Desarrolló en los siguientes años una prolífica carrera en la pantalla grande, coincidiendo en cinco ocasiones con la entonces estrella juvenil Rocío Dúrcal. Compaginó, además, sus apariciones cinematográficas con una destacada trayectoria tanto en teatro como en televisión. 
Sobre las tablas puso en escena obras como El chico de los Winslow (1957), de Terence Rattigan, ¿Quiere usted jugar con mí? (1958), Bobosse (1958), Harvey (1959), La cornada (1960), Las que tienen que servir (1962), Los siete infantes de Lara (1966), de Lope de Vega, El rinoceronte, Biografía y Don José y la corista.
En televisión fue una presencia habitual desde los primeros años de la aparición del medio en España, participando en la primera serie de TV en España, Los Tele-Rodríguez, junto a Mario Antolín, María Fernanda D'Ocón y Lola Gaos. Sus interpretaciones para Televisión Española en espacios y series como Equipo de vuelo (1964), Confidencias (1963-1965), Tiempo y hora (1965-1966) —estas dos de Jaime de Armiñán—, Habitación 508 (1966) de Adolfo Marsillach, Historias naturales (1967) de Álvaro de la Iglesia, El Irreal Madrid (1969) de Valerio Lazarov, Estudio 1, Novela o Teatro de siempre le granjearon una enorme popularidad en su momento, que vivió su apogeo con la serie de enorme éxito en la época La tía de Ambrosio (1971), que protagonizó junto a Rafaela Aparicio.
Los últimos trabajos de Morris fueron las representaciones en el café-teatro de una conocida discoteca madrileña de la obra Don José y la corista, en compañía de la actriz Mónica Randall.
Luis Morris que padeció de cáncer de pulmón, falleció de un paro cardiaco en Madrid, el 16 de septiembre de 1974, a escasos días de cumplir 45 años.

## Filmografía
- Las obsesiones de Armando (1974)
- Las correrías del Vizconde Arnau (1974)
- Dormir y ligar: todo es empezar (1974)
- Don Quijote cabalga de nuevo; dirección: Roberto Gavaldón, (1973)
- El muerto hace las maletas; dirección: Jesús Franco, (1972)
- El apartamento de la tentación; dirección: Julio Buchs, (1971)
- Goya, historia de una soledad; dirección: Nino Quevedo, (1971)
- La Lola, dicen que no vive sola; dirección: Jaime de Armiñán, (1970)
- Carola de día, Carola de noche (1969)
- De picos pardos a la ciudad; dirección: Ignacio F. Iquino, (1969)
- La viudita yeyé (1968)
- Cristina Guzmán (1968)
- ¡Cuidado con las señoras!; dirección: Julio Buchs, (1968)
- El crimen también juega; dirección: Nino Zanchin, (1968)
- Crónica de 9 meses (1967)
- Buenos días, condesita (1967)
- Demasiadas mujeres para Layton; dirección: Jacques Poitrenaud, (1966)
- Hoy como ayer; dirección: Mariano Ozores, (1966)
- Acompáñame; dirección: Luis César Amadori, (1966)
- Campanadas a medianoche (1965)
- Whisky y vodka (1965)
- Más bonita que ninguna (1965)
- Historias de la televisión (1965)
- Dos caraduras en Texas; dirección: Michele Lupo, (1965)
- El pecador y la bruja; dirección: Julio Buchs, (1964)
- Tengo 17 años (1964)
- La verbena de la Paloma (1963)
- La batalla del domingo; dirección: Luis Marquina, (1963)
- El valle de las espadas (1963)
- Operación Embajada; dirección: Fernando Palacios, (1963)
- La gran familia (1962)
- Vuelve San Valentín (1962)
- El hombre del expreso de Oriente; dirección: Francisco de Borja Moro, (1962)
- Tres de la Cruz Roja (1961)
- El príncipe encadenado; dirección: Luis Lucía, (1960)
- 091: Policía al habla; dirección: José María Forqué, (1960)
- Molokai, la isla maldita (1959)
- Un hecho violento; dirección: José María Forqué, (1958)
- Ana dice sí; dirección: Pedro Lazaga, (1958)

## Actuaciones en televisión
- Los tele-Rodríguez (serie de los años 1957-1958)
- Confidencias
  - El retrato de Óscar (01 de Octubre de 1963)
  - El comando (11 de Octubre de 1963)
  - Ventisca (24 de Enero de 1964)
  - ¿? (06 de Marzo de 1964)
  - La isla desierta (13 de Marzo de 1964)
  - ¿? (17 de Abril de 1964)
  - La exposición (24 de Julio de 1964)
  - El último café (31 de Julio de 1964)
  - Las cosas sencillas (17 de Octubre de 1964)
  - Angelitos al cielo (07 de Noviembre de 1964)
  - A la una y media (20 de Diciembre de 1964)
  - Matrimonios (02 de Enero de 1965)
  - ¿Por qué? (08 de Enero de 1965)
  - Tienes los ojos tranquilos (22 de Mayo de 1965)
- Novela
  - Hoy llegó la primavera (07 de Octubre de 1963)
  - El inspector (29 de Junio de 1964)
  - Tus amigos no te olvidan (01 de Septiembre de 1964)
  - La rosa encendida (25 de Febrero de 1965)
  - En tinieblas (25 de Octubre de 1965)
  - Silvestre Paradox (28 de Diciembre de 1965)
  - La boda de Alicia (30 de Abril de 1967)
  - David Cooperfield XII (30 de Diciembre de 1969)
  - David Cooperfield XIII (31 de Diciembre de 1969)
  - David Cooperfield XV (02 de Enero de 1970)
  - David Cooperfield XVI (05 de Enero de 1970)
  - David Cooperfield XVIII (08 de Enero de 1970)
  - David Cooperfield XIX (09 de Enero de 1970)
  - David Cooperfield XX (10 de Enero de 1970)
  - David Cooperfield XXI (12 de Enero de 1970)
  - David Cooperfield XXII (13 de Enero de 1970)
  - David Cooperfield XXIII (14 de Enero de 1970)
  - David Cooperfield XXV (16 de Enero de 1970)
  - Eugenia de Montijo V (06 de Marzo de 1970)
  - Eugenia de Montijo VI (09 de Marzo de 1970)
  - Eugenia de Montijo VIII (11 de Marzo de 1970)
  - Eugenia de Montijo IX (12 de Marzo de 1970)
  - Amalia IV (23 de Julio de 1970)
  - Amalia VI (31 de Agosto de 1970)
  - Amalia VII (01 de Septiembre de 1970)
  - Amalia VIII (02 de Septiembre de 1970)
  - Amalia IX (03 de Septiembre de 1970)
  - Amalia X (04 de Septiembre de 1970)
  - La pequeña Dorrit V (01 de Enero de 1971)
  - La pequeña Dorrit VI (04 de Enero de 1971)
  - La pequeña Dorrit VII (05 de Enero de 1971)
  - La pequeña Dorrit VIII (06 de Enero de 1971)
  - La pequeña Dorrit IX (07 de Enero de 1971)
  - La pequeña Dorrit X (08 de Enero de 1971)
  - La pequeña Dorrit XI (11 de Enero de 1971)
  - La pequeña Dorrit XII (12 de Enero de 1971)
  - La pequeña Dorrit XVIII (20 de Enero de 1971)
  - La pequeña Dorrit XX (22 de Enero de 1971)
  - Ensayo general para un Siglo de Oro (15 de Febrero de 1971)
  - Romance en noche de lluvia (27 de Noviembre de 1972)
- Equipo de vuelo (serie del año 1964)
- Gran teatro
  - El hijo pródigo (24 de Marzo de 1964)
  - La vida es sueño (13 de Abril de 1965)
- 30 grados a la sombra
  - Habitaciones reservadas (18 de Julio de 1964)
- Primera fila
  - El cero y el infinito (29 de Julio de 1964)
  - Suspenso en amor (27 de Enero de 1965)
  - La vida en un bloc (17 de Marzo de 1965)
- Teatro de familia
  - Invitados a cenar (03 de Septiembre de 1964)
- Tragedias de la vida vulgar
  - Grano de sal (06 de Octubre de 1964)
- Escuela de maridos
  - Vacaciones matrimoniales (31 de Octubre de 1964)
- Sábado 64
  - 'Dentro de mí': Cole Porter (21 de Noviembre de 1964)
- Tal para cual
  - Un amigo situado (16 de Enero de 1965)
- Tiempo y hora
  - ¿? (17 de Octubre de 1965)
  - Frente a frente (21 de Noviembre de 1965)
  - La señorita Álvarez (28 de Noviembre de 1965)
  - Como en un desierto (06 de Febrero de 1966)
  - Mujeres (20 de Marzo de 1966)
  - El Príncipe Ernesto (05 de Junio de 1966)
  - El señor Taylor (23 de Octubre de 1966)
  - Fábula sin moraleja del comisario y la ladrona (30 de Octubre de 1966)
  - Domingo (13 de Noviembre de 1966)
- Habitación 508
  - El caballo (11 de Octubre de 1966)
  - La cucaracha (18 de Octubre de 1966)
  - El profesor (25 de Octubre de 1966)
  - El crimen (08 de Noviembre de 1966)
  - El bikini (15 de Noviembre de 1966)
  - El reformatorio (20 de Diciembre de 1966)
- Telecomedia de humor
  - Con la vida del otro (22 de Enero de 1967)
- Historia de la frivolidad (Mediometraje para televisión), (09 de Febrero de 1967)
- La familia Colón
  - Se necesita auténtico gancho (24 de Marzo de 1967)
- Escuela de matrimonios
  - La mancha de café (12 de mayo de 1967)
- Estudio 1
  - El sillón vacío (09 de Agosto de 1967)
  - Mi marido no me entiende (27 de Agosto de 1968)
  - Peer Gynt (01 de Octubre de 1968)
  - Una mujer cualquiera (07 de Octubre de 1969)
  - El francés a su alcance (30 de Octubre de 1970)
  - El burgués gentilhombre (25 de Diciembre de 1970)
  - La señorita de Trevélez (30 de Julio de 1971)
- Historias para no dormir
  - La zarpa (03 de Noviembre de 1967)
- Las doce caras de Juan
  - Cáncer (04 de Noviembre de 1967)
  - Géminis (06 de Enero de 1968)
- Historias naturales
  - La última payasada (20 de Diciembre de 1967)
  - ¿? (01 de Junio de 1968)
  - La dulce muerte (15 de Junio de 1968)
- Fábulas
  - Los gatos escrupulosos (11 de Febrero de 1968)
  - El zagal y las ovejas (25 de Febrero de 1968)
  - La zorra y el busto (10 de Marzo de 1968)
  - El congreso de los ratones (28 de Enero de 1970)
  - El oso y los grajos (28 de Febrero de 1970)
  - Los vecinos peligrosos (04 de Abril de 1970)
- El premio
  - El muchacho de las mil y una historias (21 de Octubre de 1968)
  - El hombre que vio las ratas (28 de Octubre de 1968)
  - El gran cínico (09 de Diciembre de 1968)
  - El centinela de la India (06 de Enero de 1969)
- Teatro de siempre
  - ¿Quiere usted jugar con mí? (17 de Noviembre de 1968)
  - La comedia nueva (25 de Mayo de 1970)
  - Los rústicos (15 de Junio de 1970)
  - Mañanas de Abril y Mayo (20 de Julio de 1970)
  - El bastardo Mudarra (29 de Noviembre de 1971)
- Escritores en televisión
  - La antesala (11 de Diciembre de 1968)
- Hora once
  - El incendio (02 de Marzo de 1969)
  - Los disecados (17 de Enero de 1970)
  - El señor secretario (10 de Octubre de 1970)
  - El robo del elefante blanco (26 de Diciembre de 1970)
  - La prudente venganza (25 de Diciembre de 1971)
  - El incongruente (25 de Febrero de 1974)
- Pequeño estudio
  - Un mal negocio (21 de Mayo de 1969)
- Vivir para ver
  - Los insensatos (10 de Septiembre de 1969)
  - Mucha carne en la despensa (23 de Octubre de 1969)
- El irreal Madrid (Mediometraje, 1969), dirección: Valerio Lazarov
- Tele club
  - La campana de Huesca (29 de Enero de 1970)
- Diana en negro
  - A las tres en punto (19 de Junio de 1970)
- Al filo de lo imposible
  - 500.000 ejemplares (25 de Julio de 1970)
- Teatro de misterio
  - El gato y el canario (10 de Agosto de 1970)
  - El sello de lacre (14 de Septiembre de 1970)
- Personajes a trasluz
  - Segismundo (11 de Agosto de 1970)
- La tía de Ambrosio
  - Tía y sobrino (16 de Abril de 1971)
  - El fetiche (23 de Abril de 1971)
  - El cumpleaños de Patro (30 de Abril de 1971)
  - El balance (07 de Mayo de 1971)
  - Toda vestida de blanco (14 de Mayo de 1971)
  - La prima Olvido (21 de Mayo de 1971)
  - Rosita (28 de Mayo de 1971)
  - Una chica independiente (04 de Junio de 1971)
  - La seducción (11 de Junio de 1971)
  - El perrito (18 de Junio de 1971)
  - El compromiso (25 de Junio de 1971)
  - Tía, me quiero casar (09 de Julio de 1971)
- Las doce caras de Eva
  - Sagitario (05 de Enero de 1972)
  - Acuario (26 de Enero de 1972)
- Ficciones
  - Relato sombrío (07 de Julio de 1973)
- Los libros
  - El mundo es como no es (04 de Junio de 1974)